# 猶他州學院和大學列表
以下是猶他州目前运营的公立和私立高等教育机构列表。
公立
- 南猶他大學 (Southern Utah University)
- 猶他州立大學 (Utah State University)
- 猶他科技大學 (Utah Tech University)
- 猶他大學 （University of Utah）
- 猶他谷大學 (Utah Valley University)
- 韋伯州立大學 (Weber State University)

私立
- 楊百翰大學 （Brigham Young University）